# Hemitrygon sinensis
Hemitrygon sinensis es una especie de raya poco conocida de la familia Dasyatidae en el orden de los Rajiformes. se encuentra en el noroeste del océano Pacífico, frente a las costas de China y Corea.

## Características
Es ovíparo.y puede alcanzar los 40 cm de ancho y 82 cm de largo.

## Hábitat
Es un pez de mar y de clima subtropical y habitualmente se encuentra en o cerca del fondo en aguas costeras con menos de 200 m de profundidad.

## Distribución geográfica
Se encuentra en el Océano Pacífico noroccidental, en Shanghái (China).

## Observaciones
Es inofensivo para los humanos.